# Thang địa chấn
Động đất được đo bằng hai loại thang địa chấn: thang đo độ lớn của năng lượng giải phóng bởi đứt vỡ, và thang đo cường độ rung động mặt đất tại một vị trí.

## Độ lớn và cường độ
Mức độ nghiêm trọng của một trận động đất được miêu tả bởi cả cường độ và độ lớn. Cả hai thường xuyên bị nhầm lẫn. Độ lớn, thường được thể hiện bằng chữ số Ả Rập đặc trưng cho kích thước của một trận động đất bằng cách đo gián tiếp năng lượng được giải phóng. Ngược lại, cường độ cho thấy các tác động tại địa phương và tiềm năng thiệt hại tạo ra bởi một trận động đất trên bề mặt Trái Đất như là ảnh hưởng đến con người, thú vật, cấu trúc, và tự nhiên như nước. Cường độ thường được thể hiện qua số La mã, và đại diện cho mức độ nghiêm trọng của sự rung lắc tạo ra từ một trận động đất. Một cách lý tưởng, bất kỳ trận động đất nào có thể được mô tả bởi chỉ một độ lớn, nhưng nhiều cường độ bởi vì động đất tác động khác nhau dựa trên các hoàn cảnh như khoảng cách từ tâm chấn và điều kiện đất địa phương. Trên thực tế, cùng một trận động đất có thể có độ lớn ước tính điển hình khác nhau khoảng vài chục lần, tùy thuộc vào thang độ lớn được sử dụng và dữ liệu nào được bào gồm trong phân tích.
Charles Richter, người sáng tạo ra độ Richter, nói về cường độ và độ lớn như sau: "tôi muốn sử dụng sự tương tự với sự truyền vô tuyến. Nó áp dụng trong địa chấn học vì địa chấn kế, hoặc máy thu, ghi lại sóng đàn hồi xáo trộn, hoặc sóng radio được phát ra từ động đất, hoặc trạm phát. Độ lớn có thể được so sánh với công suất phát ra trên kilowatts của trạm phát. Cường độ địa phương trên thang đo Mercalli có thể so sánh với độ mạnh tín hiệu máy thu ở một địa điểm; trong thực tế, chất lượng của tín hiệu. Cường độ giống với độ mạnh tín hiệu, nói chung giảm với khoảng cách từ nguồn, mặc dù nó còn phụ thuộc vào các điều kiện địa phương và con đường từ nguồn đến một điểm."

## Thang cường độ địa chấn
Sự phân loại cường độ động đất đơn giản đầu tiên được phát minh bởi Domenico trong những năm 1780. Tuy nhiên, thang cường độ đầu tiên được công nhận trong thời hiện đại được phát minh bởi P. N. G. Egen năm 1828. Thang cường độ đầu tiên được sử dụng rộng rãi, thang Rossi–Forel, đã được giới thiệu ở cuối thế kỷ 19. Kể từ đó nhiều thang cường độ đã và đang được phát triển và sử dụng ở nhiều nơi trên thế giới.
| Quốc gia/Vùng | Thang cường độ địa chấn sử dụng          |
| ------------- | ---------------------------------------- |
| Trung Quốc    | Thang Liedu (GB/T 17742-1999)            |
| Châu Âu       | Thang đai địa chấn châu Âu (EMS-98)      |
| Hồng Kông     | Thang đo Mercalli (MM)                   |
| Ấn Độ         | Thang Medvedev-Sponheuer-Karnik          |
| Israel        | Thang Medvedev-Sponheuer-Karnik (MSK-64) |
| Nhật Bản      | Thang Shindo                             |
| Kazakhstan    | Thang Medvedev-Sponheuer-Karnik (MSK-64) |
| Philippines   | Thang cường độ động đất PHIVOLCS (PEIS)  |
| Nga           | Thang Medvedev-Sponheuer-Karnik (MSK-64) |
| Đài Loan      | Thang Shindo                             |
| Hoa Kỳ        | Thang đo Mercalli (MM)                   |

Không giống như thang độ lớn, thang cường độ không có một cơ sở toán học, thay vào đó, chúng là một xếp hạng bất kỳ dựa trên tác động được quan sát. Hầu hết thang cường độ địa chấn có mười hai mức và gần bằng nhau về giá trị nhưng khác nhau ở các tính chất và công thức.

## Thang độ lớn
Sự cố gắng đầu tiên để xác định một giá trị tuyệt đối để mô tả kích thước của trận động đất là thang độ lớn.

### Thang độ lớn địa phương và các thang có liên quan
Thang độ lớn địa phương (ML), còn được biết đến phổ biến là thang Richter, là thang đại lượng loga. Trong những năm 1930, nhà địa chấn học California Charles F. Richter đã nghĩ ra một thang đơn giản để mô tả kích cỡ của trận động đất ở phía Nam California. Tên "độ Richter," được đặt ra bởi các nhà báo và thường không được sử dụng bởi các nhà địa chấn học. ML thu được bằng cách đo biên độ dịch chuyển tối đa ghi lại trên một địa chấn kế Wood–Anderson xoắn ở một khoảng cách lên đến 600 km từ tâm chấn trận động đất. Các thang đo độ lớn khác gần đây bao gồm: độ lớn sóng khối (mb), độ lớn sóng bề mặt (Ms), và độ lớn thời gian (MD). Mỗi loại trong đó được chia theo các giá trị giống với thang độ lớn địa phương, nhưng bởi vì mỗi loại dựa trên một phương diện đo của địa chấn đồ, chúng không luôn luôn mô tả sức mạnh tổng thể. Đặc biệt, một số có thể bị ảnh hưởng bởi sự bão hòa ở các giá trị độ lớn cao—nghĩa là chùn đánh giá thấp một cách hệ thống độ lớn của các sự kiện lớn hơn. Vấn đề xảy ra với độ lớn địa phương khoảng 6; độ lớn sóng bề mặt bão hoà trên 8. Mặc dù những giới hạn của các thang đo cũ, chúng vẫn được sử dụng rộng rãi, vì chúng có thể tính nhanh, catalô về chúng có niên đại từ rất nhiều năm trước vẫn còn, chúng đã được sử dụng cho phần lớn các sự kiện, và công chúng đã quen với chúng.

### Thang độ lớn mô men
Vì những giới hạn của các thang địa chấn, một phiên bản mới, mở rộng hơn được biết đến là thang độ lớn mô men (MW) để diễn tả kích thước của động đất, được giới thiệu bởi Thomas C. Hanks và Hiro Kanamori vào năm 1977. Cụ thể, với các trận động đất lớn độ lớn mô men đưa ra ước lượng đáng tin cậy nhất về kích thước. Bởi vì mô men địa chấn có nguồn gốc từ khái niệm mô men vật lý và do đó cung cấp manh mối về kích thước vật lý của một trận động đất—kích thước của đứt gãy vỡ ra và chuyển động trượt kèm theo—cũng như lượng năng lượng giải toả. Vì vậy trong khi mô men địa chấn được tính từ địa chấn đồ, nó cũng có thể được tính ngược từ ước lượng địa chất về kích cỡ đứt gãy và sự dịch chuyển. Các giá trị mô men cho các trận động đất quan sát được có phạm vi lớn hơn 15 bậc cường độ, và bởi vì chúng không bị ảnh hưởng bởi các biến như đặc điểm địa phương, kết quả thu được giúp so sánh kích thước của các trận động đất khác nhau dễ dàng hơn